# Distretto di Čašniki
Il distretto di Čašniki (in bielorusso Чашніцкі раён?) è un distretto (raën) della Bielorussia appartenente alla regione di Vicebsk.